# Paracentrotus lividus
Oursin violet
Espèce
Synonymes
Echinus lithophagus Leach, in Tilloch, 1812

Echinus lividus Lamarck, 1816

Echinus purpureus Risso, 1826

Echinus saxatilis 

Echinus vulgaris Blainville, 1825

Strongylocentrotus lividus (Lamarck, 1816)

Toxocidaris livida (Lamarck, 1816)

Toxopneustes lividus (Lamarck, 1816)
L'Oursin violet (Paracentrotus lividus) est un oursin de la famille des Parechinidae, que l'on trouve en Méditerranée où il est apprécié pour ses qualités gustatives, ce qui a contribué à réduire fortement sa population. Il est parfois surnommé à tort « oursin femelle »,. Il peut bio accumuler certains polluants marins, et notamment des métaux lourds.

## Description
C'est un oursin régulier de taille moyenne, atteignant jusqu'à 8 cm de diamètre piquants compris. Il est le plus souvent de couleur sombre (Généralement violet, marron ou vert olive) mais jamais noir, ce qui permet de le distinguer de son cousin l'« oursin noir » (Arbacia lixula). Chez la plupart des individus, la base des piquants (« radioles ») présente un cercle plus clair bien visible (parfois blanc), ce qui est aussi une caractéristique discriminante. Les radioles mesurent environ 3 cm de long et leur longueur est globalement homogène (celles de la face orale étant légèrement plus courtes et moins pointues), mais un examen rapproché révèle la présence de radioles très courtes sur la coquille, complétant la défense rapprochée de l'animal. La coquille (« test ») arrondie est légèrement aplatie aux pôles, mais de profil symétrique.

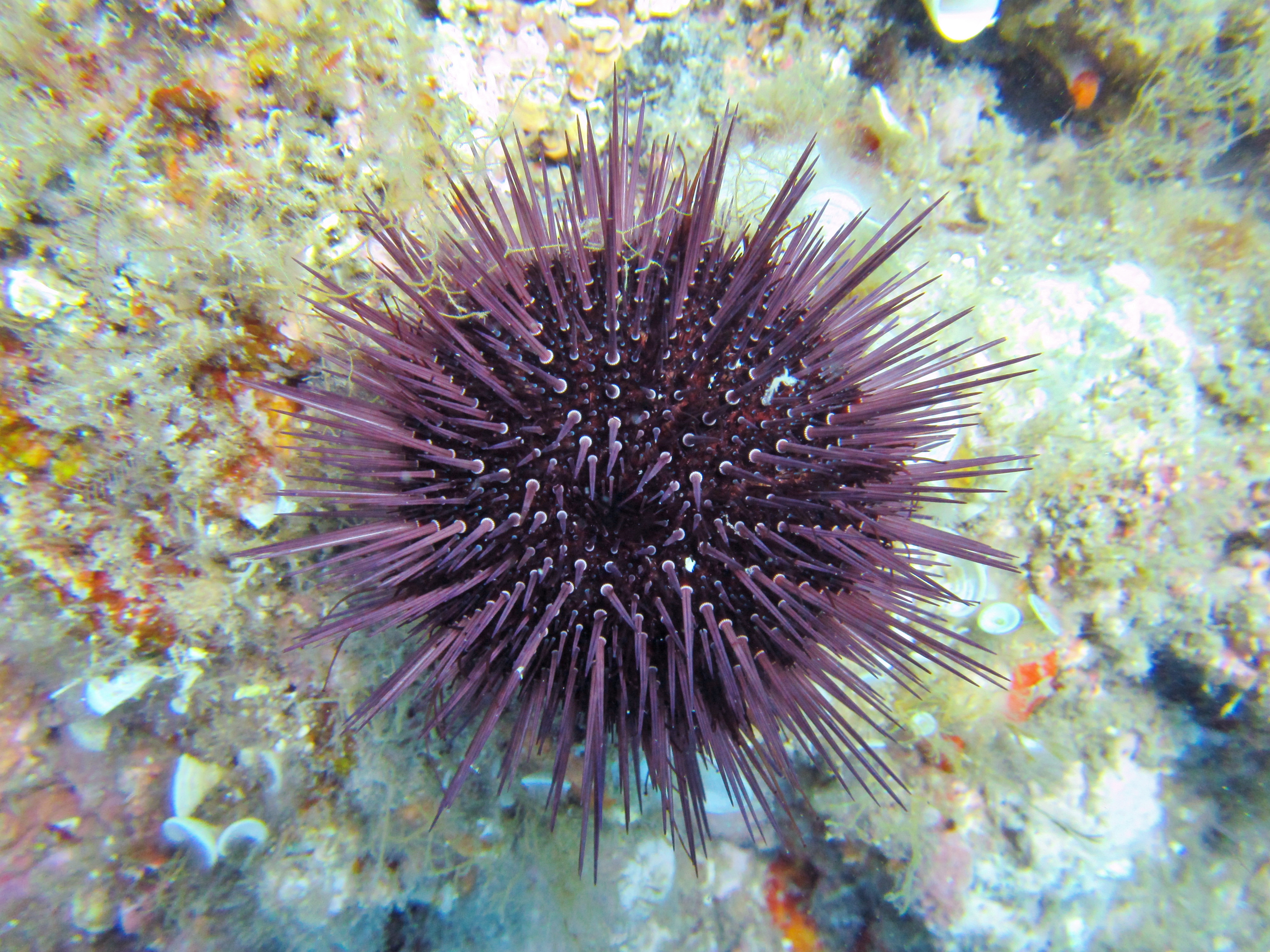
Spécimen caractéristique à Banyuls-sur-Mer
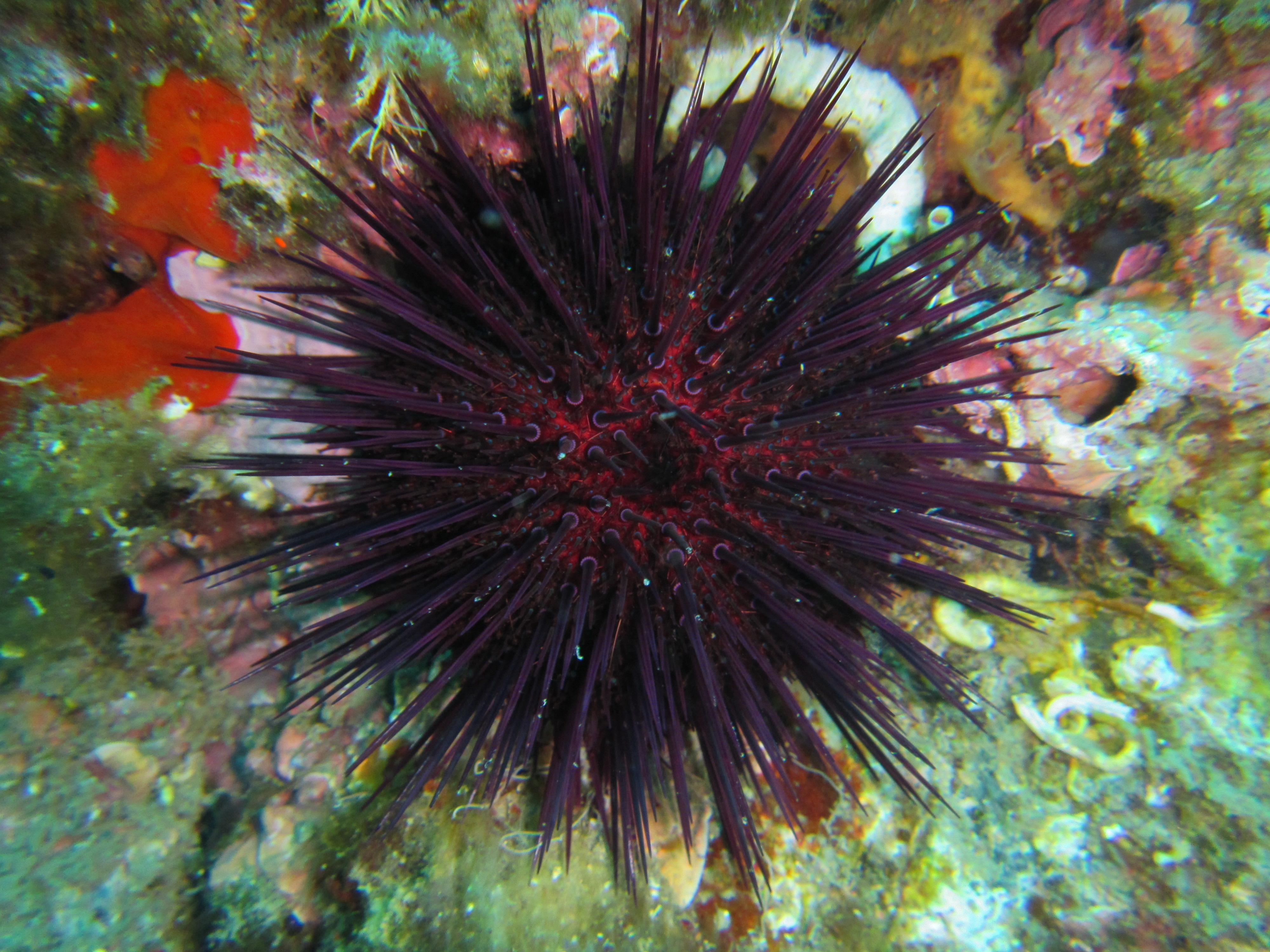
Suivant l'éclairage, on peut voir l'épiderme rouge qui couvre le corps.

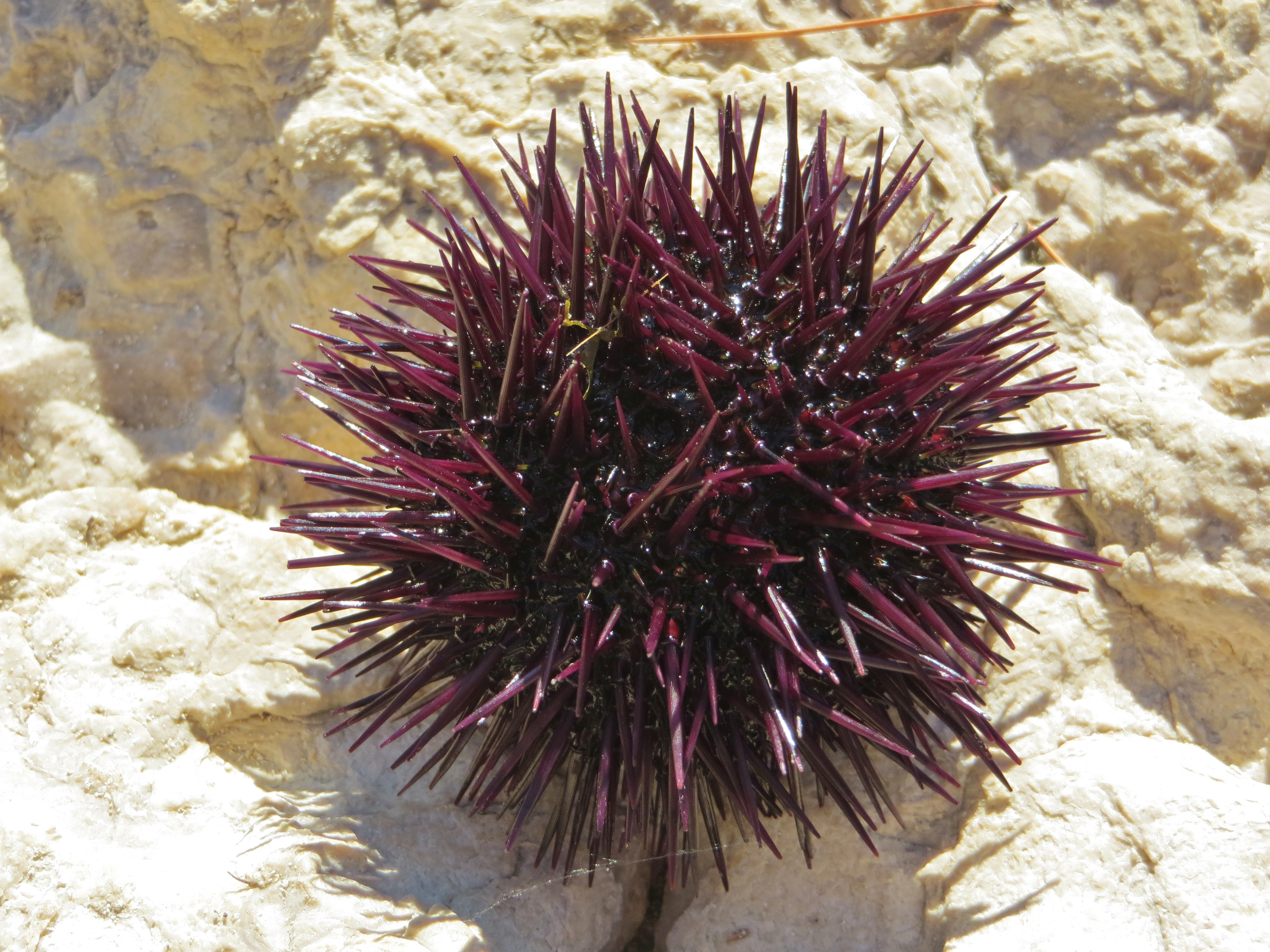
Face aborale (supérieure).
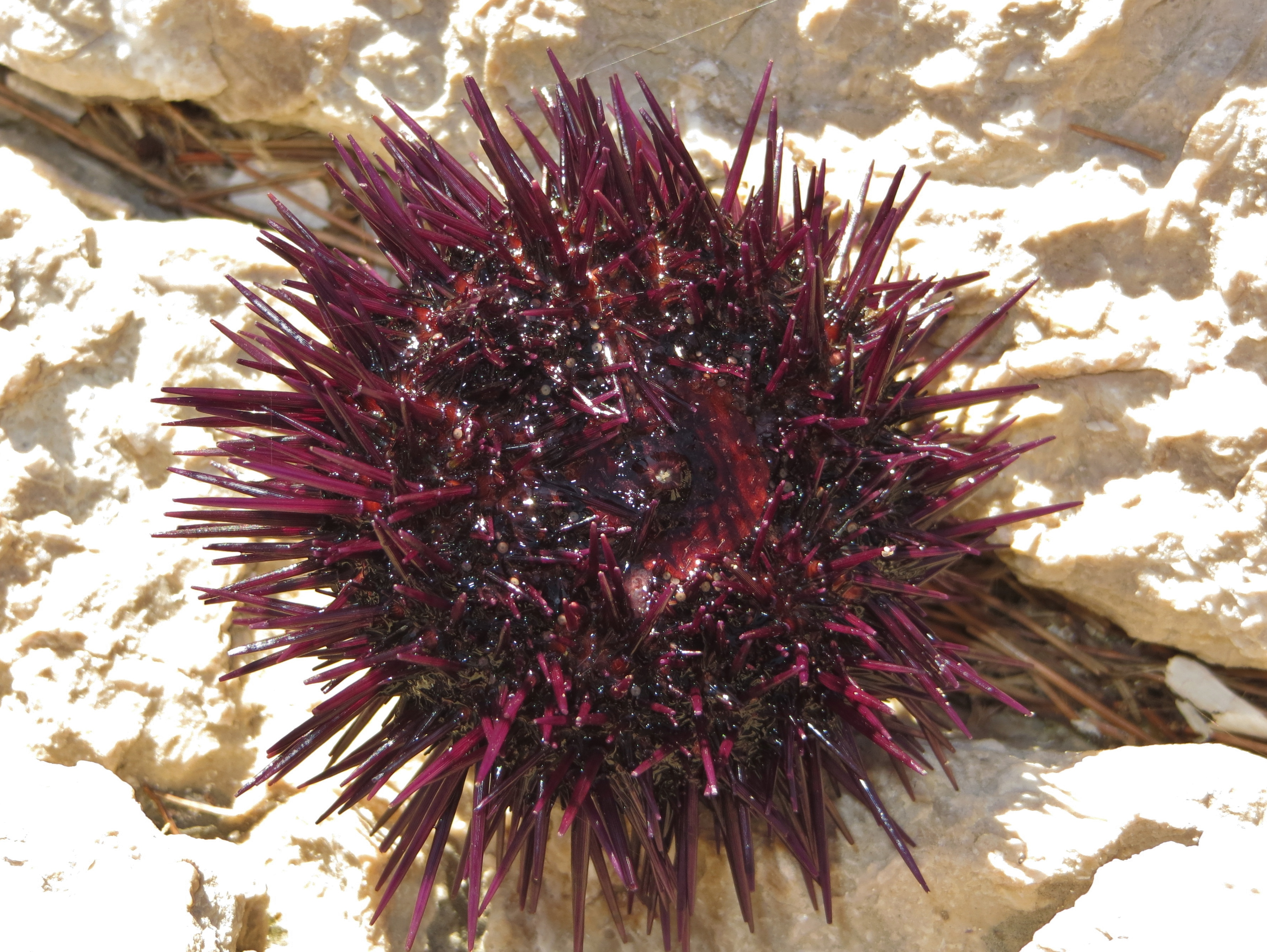
Face orale (inférieure, avec la bouche au centre).
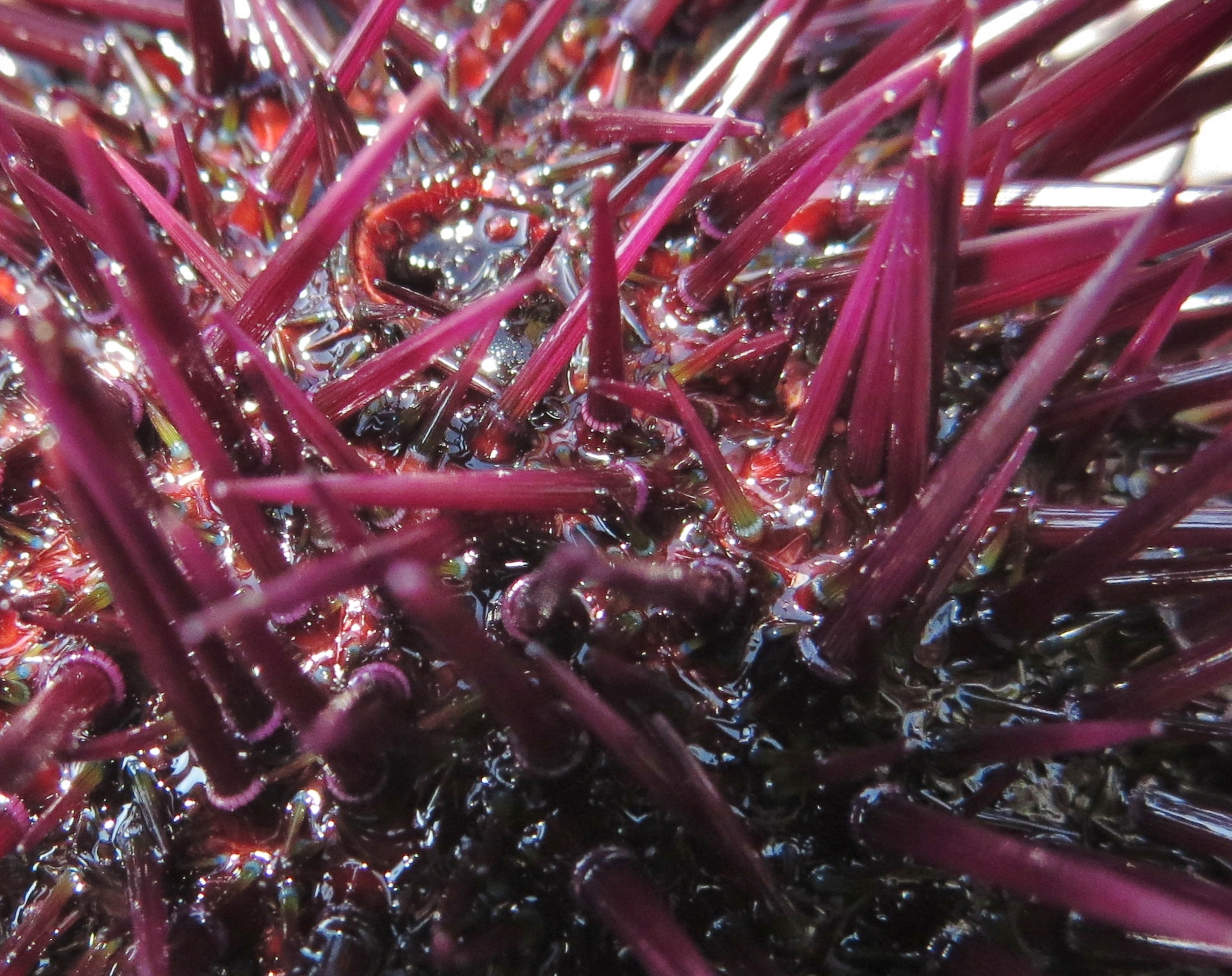
Gros plan sur les radioles (piquants), caractérisées par un cercle clair à la base.

## Espèces semblables
En Méditerranée, on distingue l'oursin violet (comestible) de son cousin l'oursin noir par une couleur plus claire (P. lividus n'est jamais tout à fait noir), la symétrie du profil (l'oursin noir est en forme de dôme à base plate, sans radioles orales), un péristome rouge protégé par des radioles, et les anneaux clairs qui entourent la base des piquants (pas toujours très visibles suivant la couleur de l'individu). Par ailleurs, l'oursin noir est incapable de porter des objets sur son test pour se cacher, ce que fait souvent l'oursin violet. L'oursin noir est aussi légèrement plus gros, avec des radioles plus longues. Enfin, on trouve plus facilement l'oursin noir à découvert dans les zones d'eaux pures à courant important (falaises, tombants, secs) alors que l'oursin violet préfère les anfractuosités et les zones rocheuses abritées et plus plates.
L'oursin granuleux est quant à lui présent plus en profondeur, et est beaucoup plus gros ; ses piquants peuvent également être violets, mais presque toujours avec le bout blanc, et surtout ils sont courts, de longueur très égale, et ne piquent pas la main. 

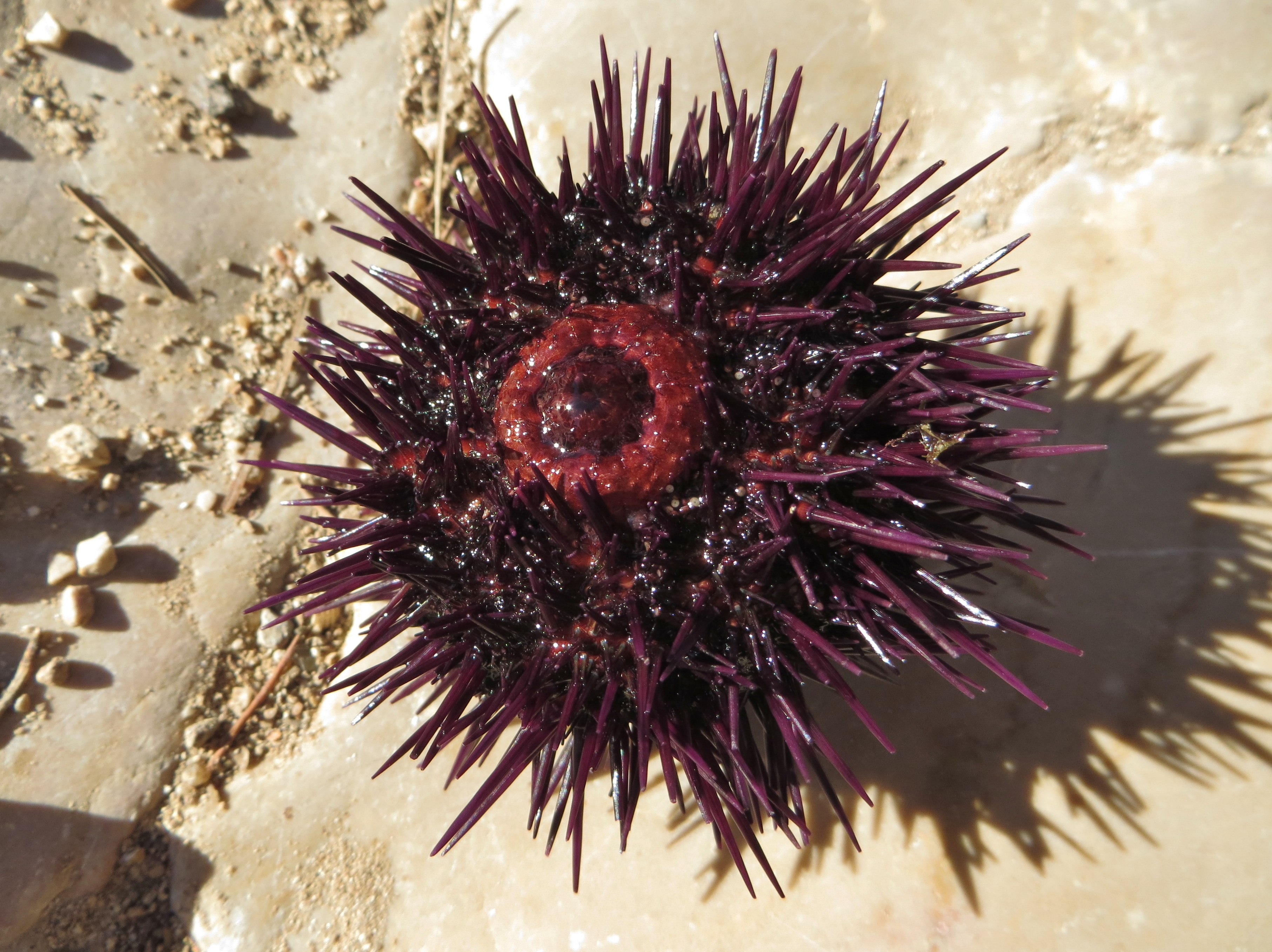
Face orale d'un oursin violet : le péristome (partie charnue entourant la bouche, ici très gonflée) est rouge.
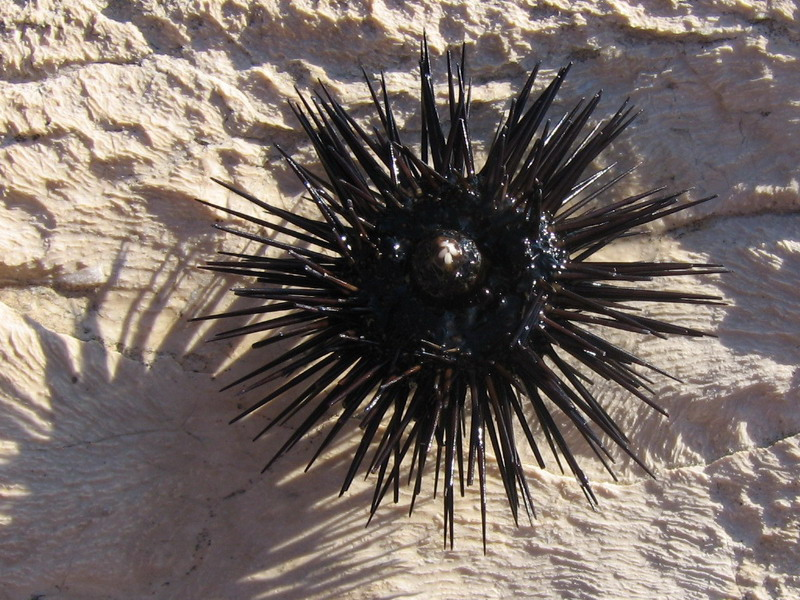
Face orale d'un oursin noir : le péristome est vert sombre ou noir et largement nu.
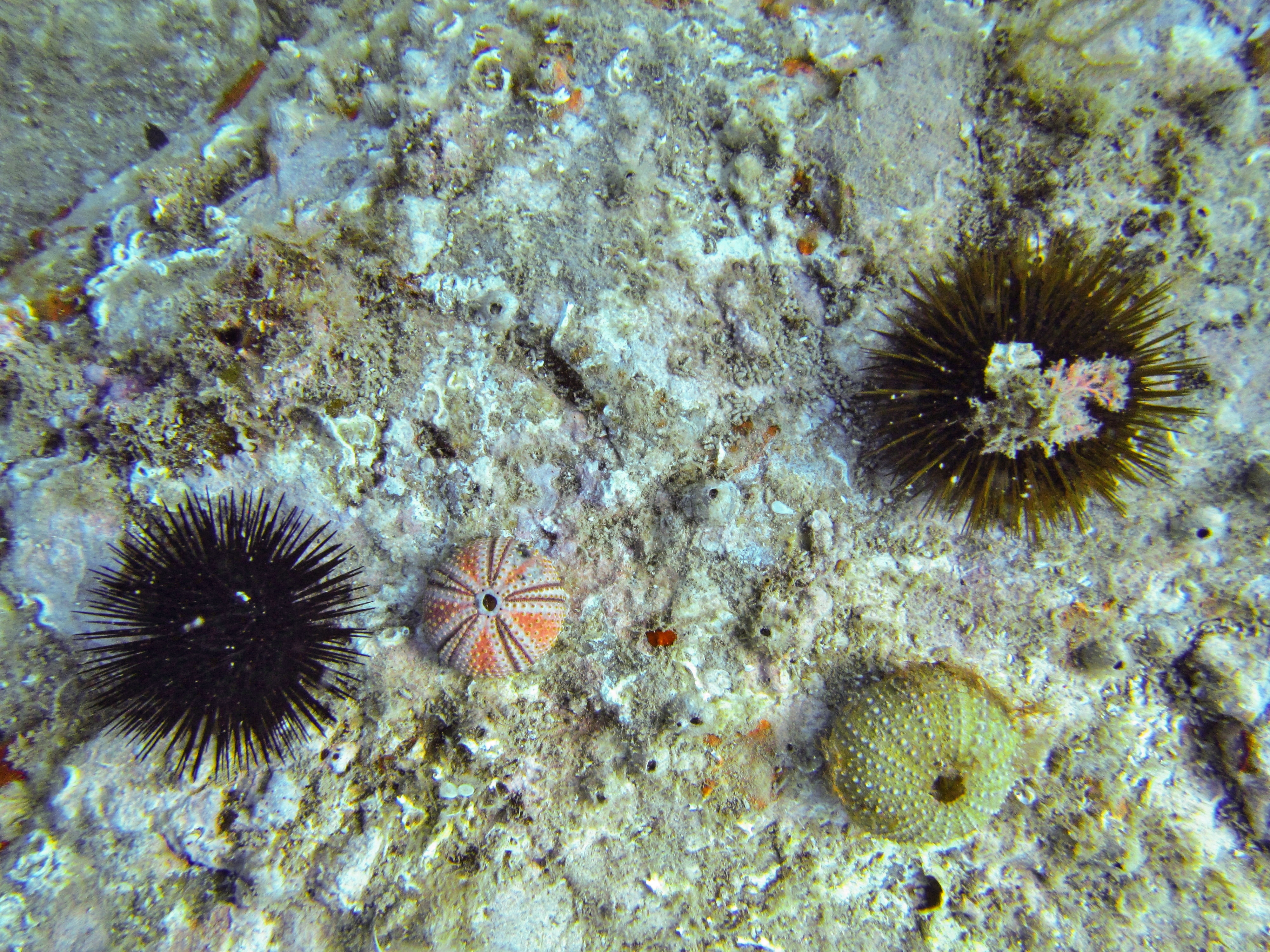
Oursins noir (gauche) et "violet" (ici vert, à droite), et leurs tests respectifs.
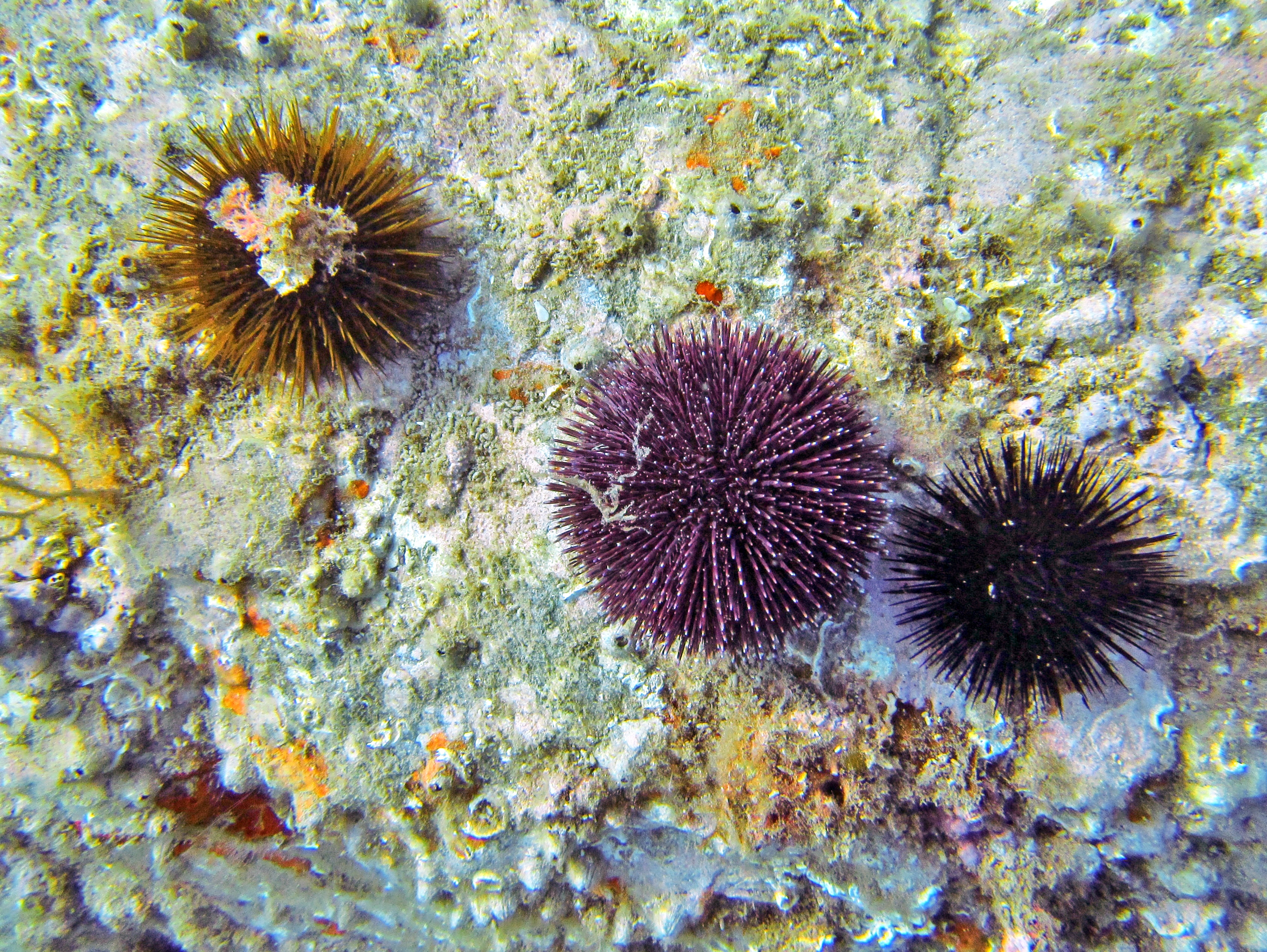
Les trois principaux oursins de Méditerranée : P. lividus, S. granularis et A. lixula.

## Caractéristiques squelettiques
Le test (squelette) de cet oursin est rond, et légèrement aplati dorsalement. Il est généralement de couleur verte, mais cela peut varier avec l'histoire de l'individu et surtout la qualité de conservation du test. 

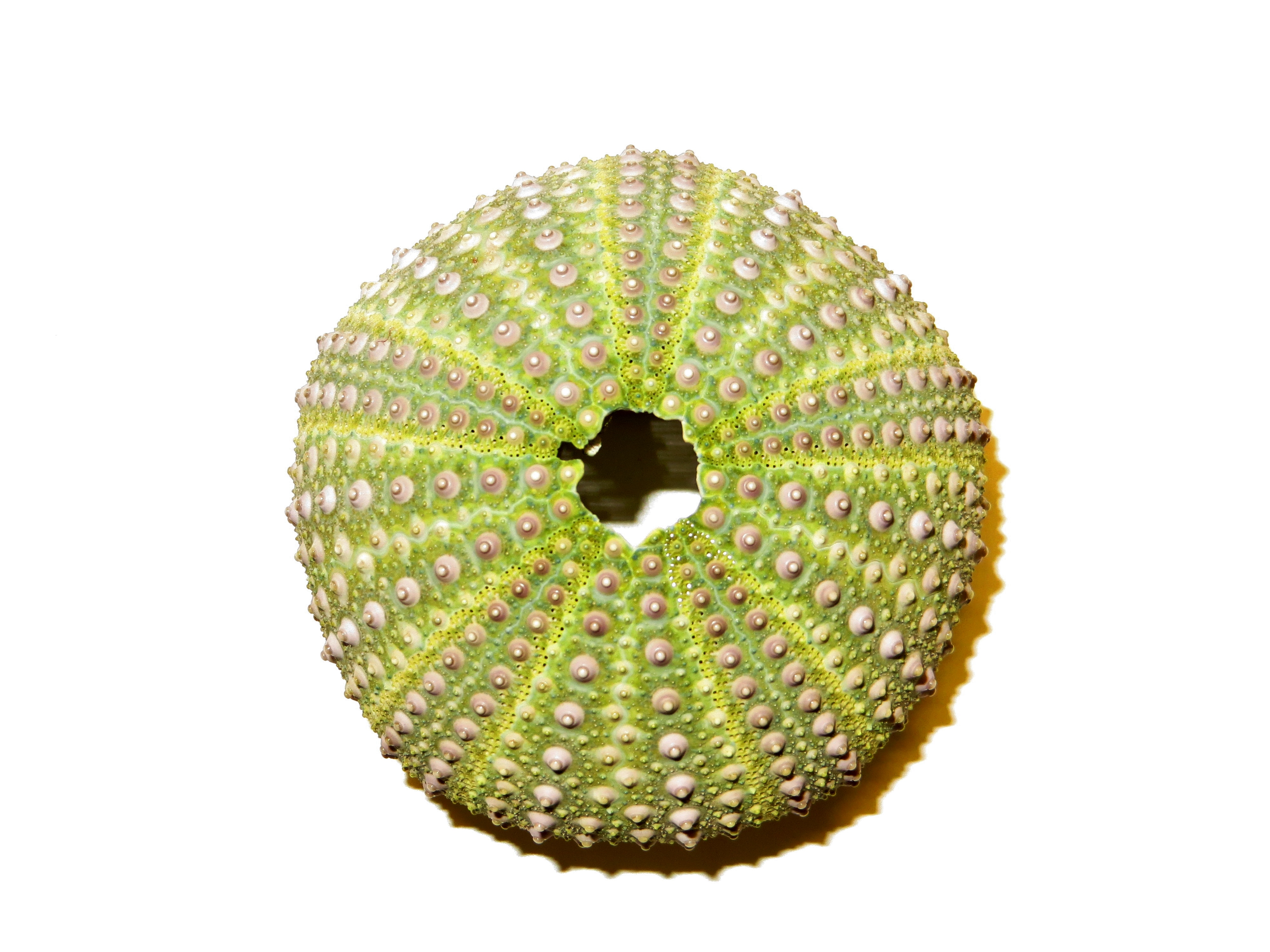
Test d'oursin violet.
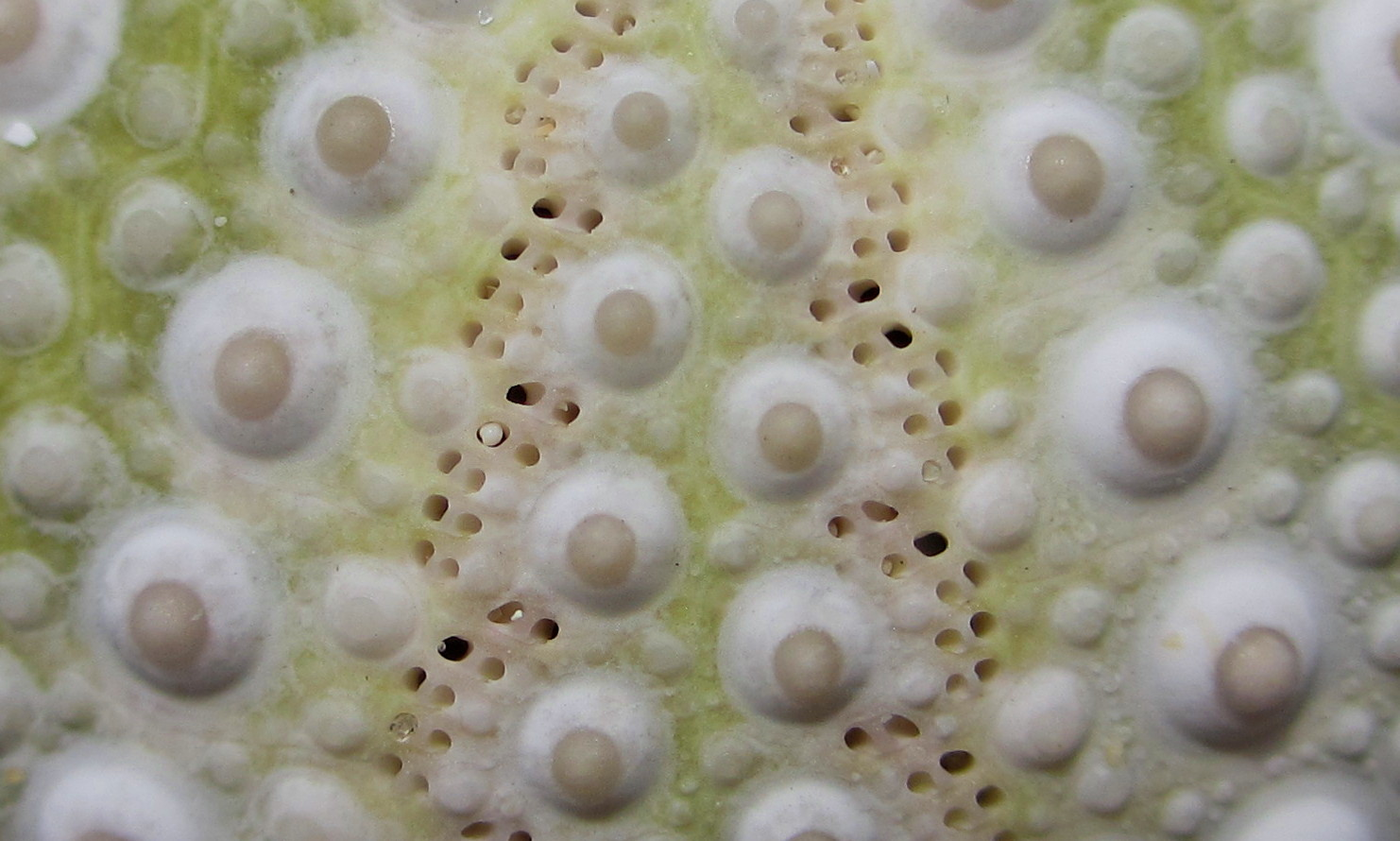
Détail des plaques squelettiques.

Le disque apical est dicyclique, et les mamelons d'insertion des radioles sur le test sont de type non perforé. Les aires ambulacraires sont à plaques composées de type polypore (5 doublets de pores rangés en arc). Toutes les plaques portent un tubercule primaire, entouré de tubercules secondaires sur les plaques interambulacraires.
Ce test est facile à distinguer de celui de l'oursin noir, en forme de dôme rose avec des ambulacres très marqués en violet. Le test de l'oursin granuleux est généralement plus gros, plus sphérique, de couleur gris-rose, a des encoches buccales très marquées au niveau du péristome (bouche).

## Écologie et comportement

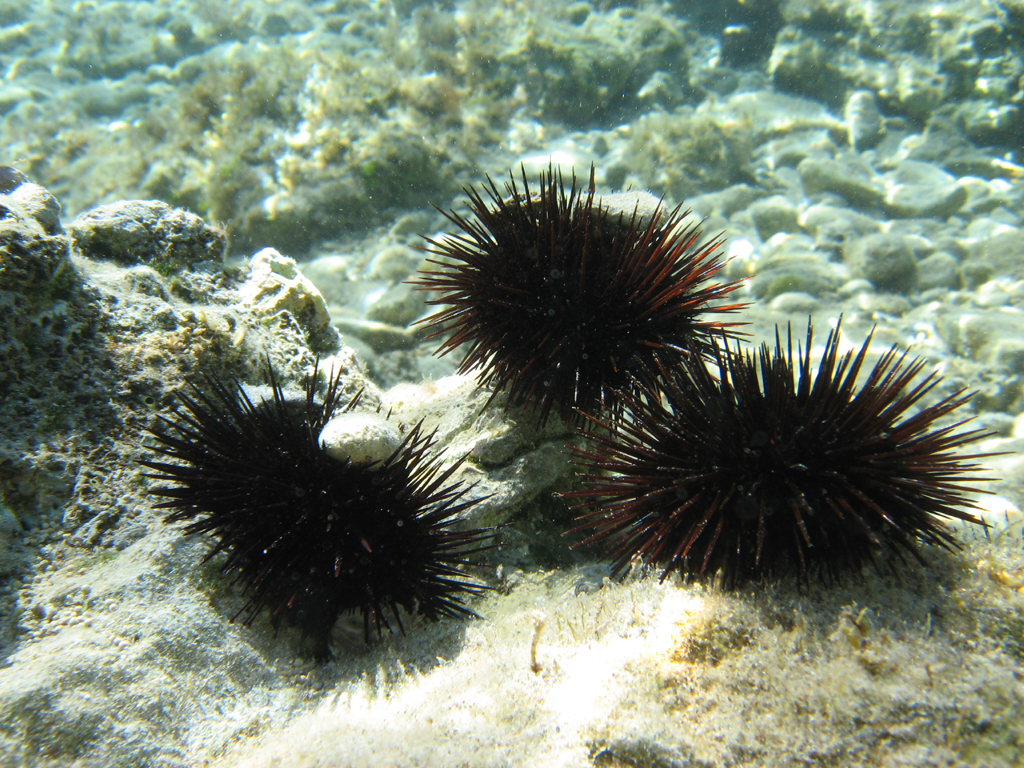
Oursins violets se recouvrant de cailloux en Grèce.

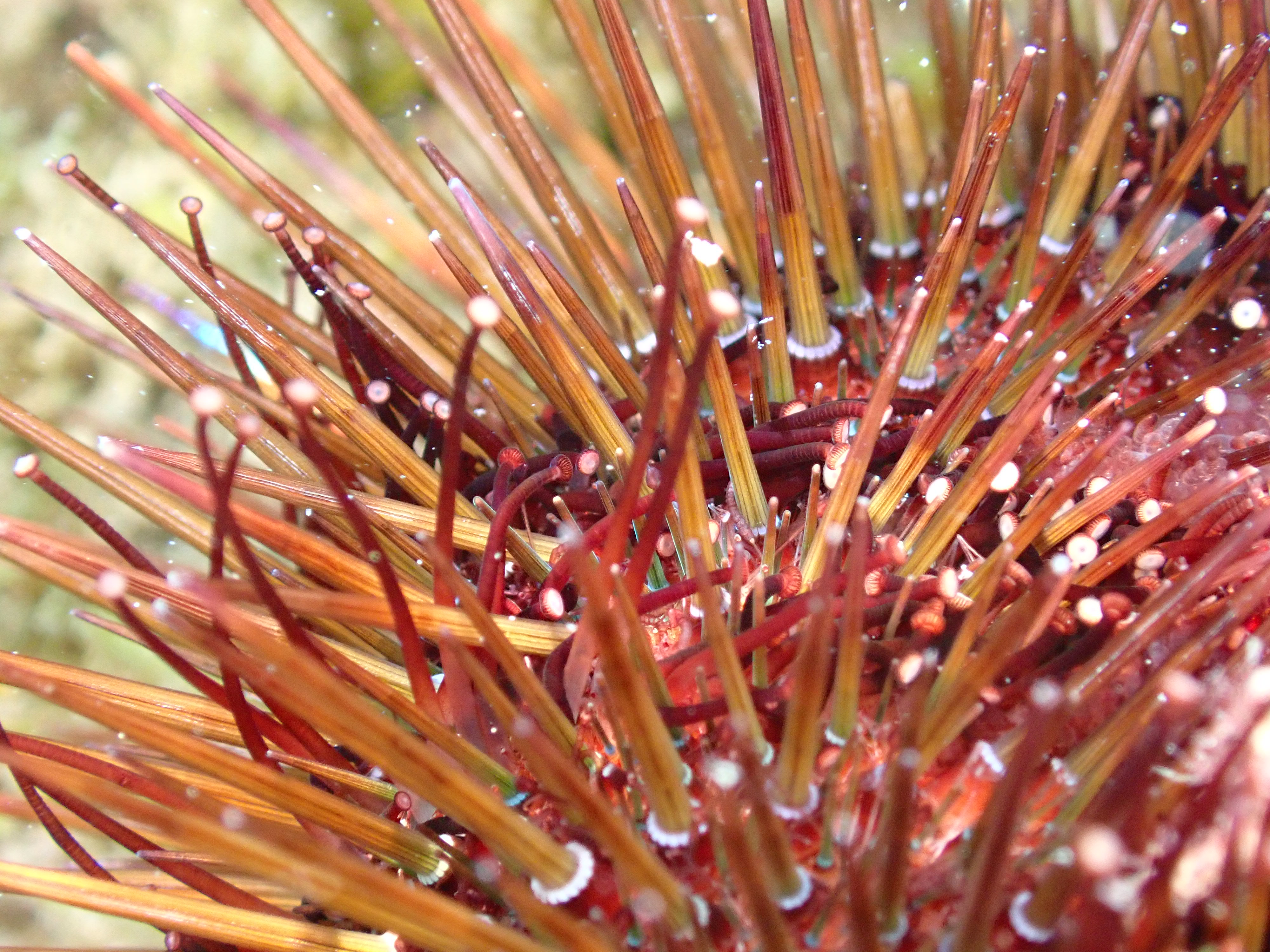
P. lividus avec ses podias. Il les utilise pour se recouvrir de débris

### Écologie
C'est un oursin assez commun et facilement observable là où il n'est pas surpêché. Principalement végétarien, mais aussi omnivore et nécrophage à l'occasion, il se nourrit surtout d'algues brunes (notamment Cystoseira amentacea ou Dictyota dichotoma) mais broute volontiers des posidonies et peut aussi ronger des éponges ou contribuer à recycler des animaux morts gisant sur les fonds, mais aussi des algues corallinales (notamment Corallina elongata, qui semble être l'aliment qui lui permet la croissance la plus rapide). Il se nourrit en broutant la nourriture située au-dessous de lui avec sa mâchoire pourvue de dents très solides (appelée « lanterne d'Aristote »).
À l'inverse, dans les zones où il n'est pas surpêché et où ses prédateurs sont raréfiés par les activités humaines, il peut être en surpopulation, entraînant un surpâturage des algues et la modification de l'écosystème, favorisant par exemple les algues encroutantes au détriment des algues plus complexes et des prairies sous-marines,.
Cet oursin a peu de prédateurs à l'âge adulte, mais il est quand même consommé par la langouste Palinurus vulgaris et l’étoile de mer Marthasterias glacialis. Les sars (du genre Diplodus) en sont aussi friands, mais ne peuvent s'attaquer qu'aux spécimens déjà abimés.
Comme ses cousins tropicaux les « oursins perforants », cet oursin est capable de creuser les roches avec ses épines pour se ménager une loge d'où il sera plus difficile à atteindre pour un éventuel prédateur,. Sur le fond, il utilise aussi ses podia et ses pédicellaires pour se recouvrir de débris (algues, coquilles, pierres) pour se dissimuler.
Cet oursin est parfois l'hôte de parasites, comme les copépodes Senariellus liber, Asterocheres minutus et Asterocheres echinicola.

### Reproduction
Cet oursin est parfois appelé à tort « oursin femelle » (le « mâle » de cette fréquente erreur est en fait l'oursin noir non comestible Arbacia lixula). Cette appellation est due au fait que seules les gonades de l'oursin violet sont consommées, appelées « œufs » ; cependant les oursins violets sont des animaux sexués comprenant des mâles et des femelles, et les œufs ne se forment qu'une fois fécondés, dans l'eau : la partie consommée est en réalité l'appareil reproducteur, mâle ou femelle.

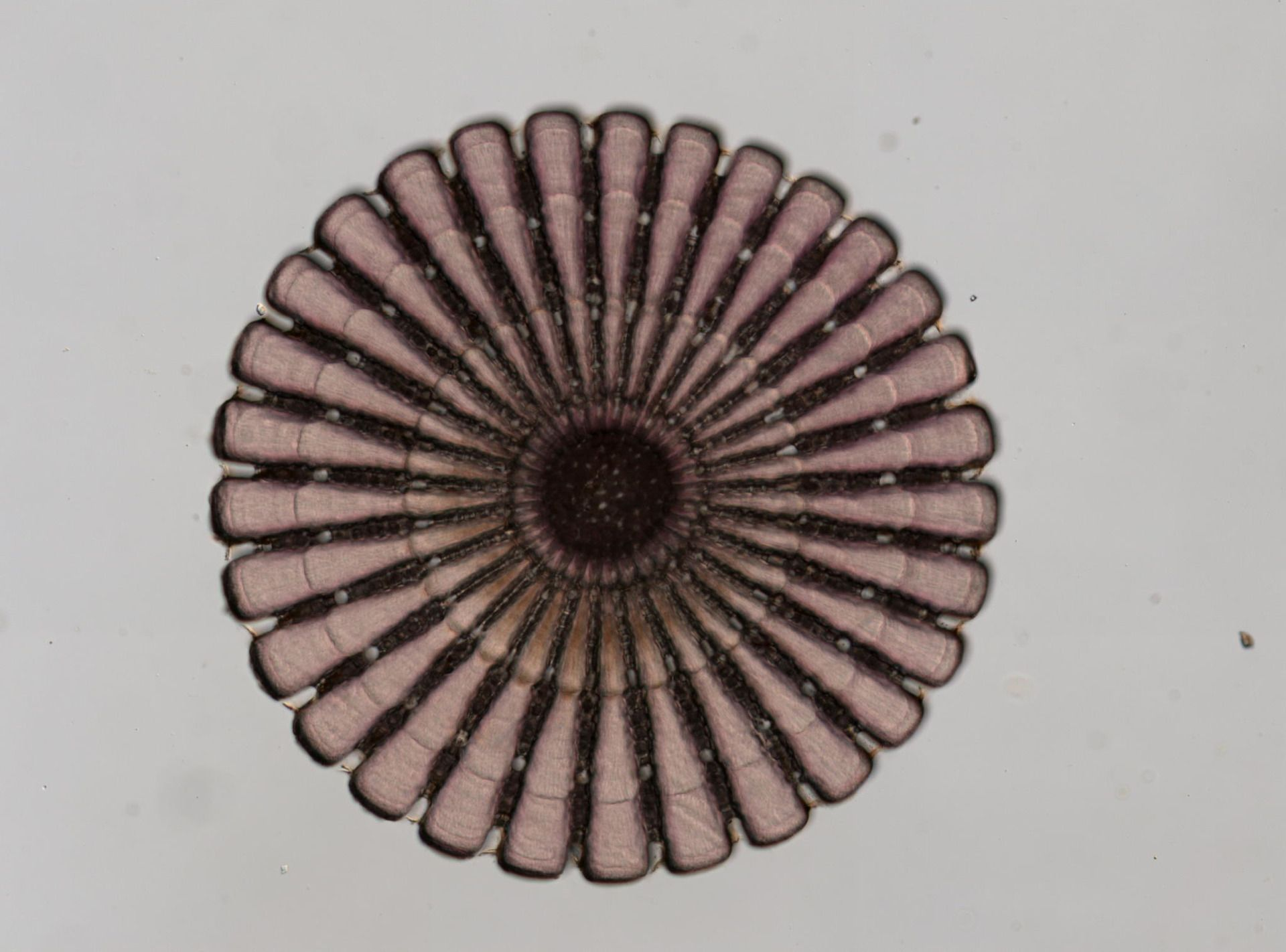
Larve planctonique microscopique.
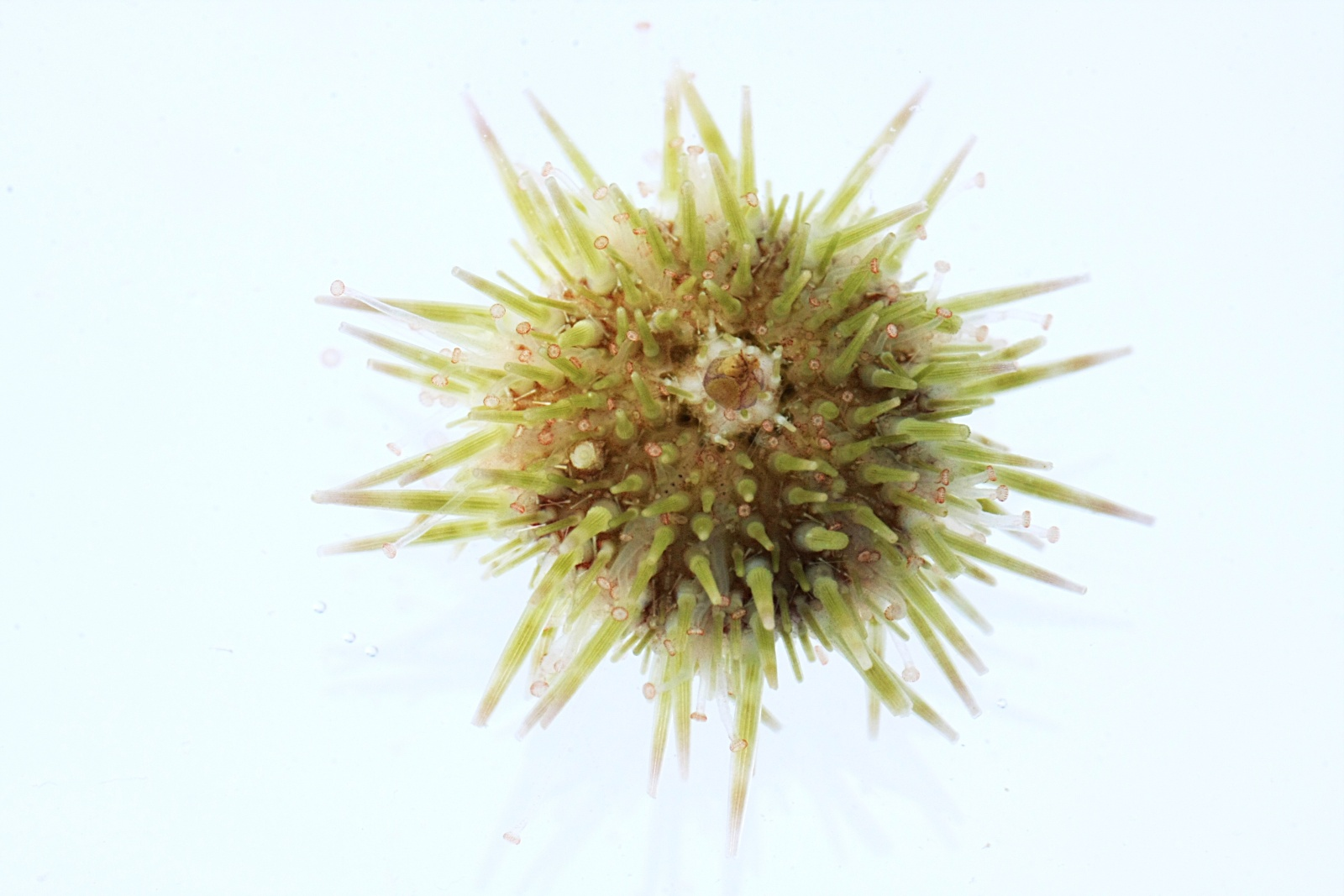
Juvénile clair observé aux Sables d'Olonne.
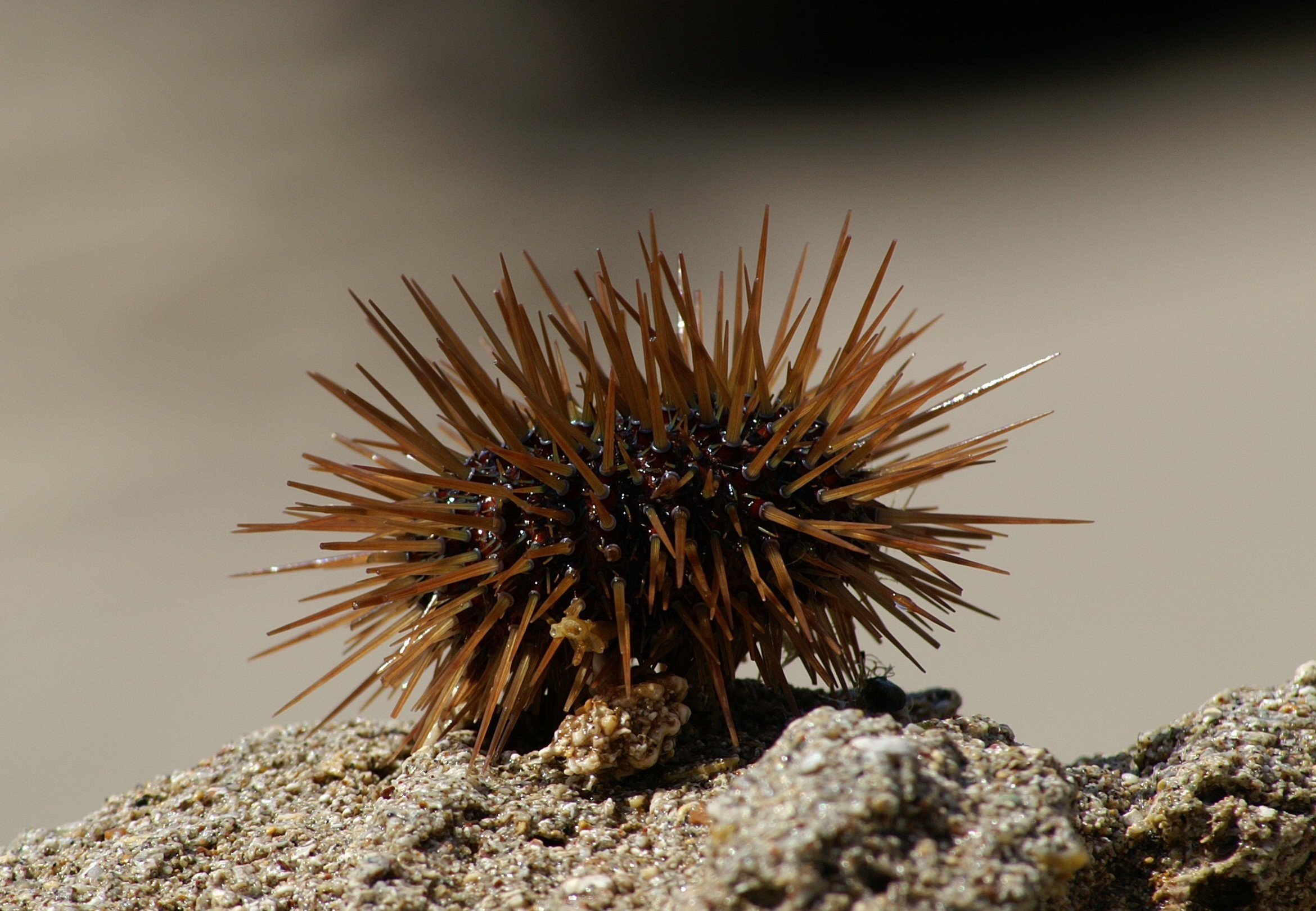
Juvénile brun.

La reproduction a lieu à la fin du printemps (période où les appareils reproducteurs sont matures, et donc comestibles). Elle est gonochorique, et mâles et femelles relâchent leurs gamètes en même temps grâce à un signal phéromonal, en pleine eau, où œufs puis larves vont évoluer parmi le plancton pendant quelques semaines avant de se fixer,.

## Distribution et habitat

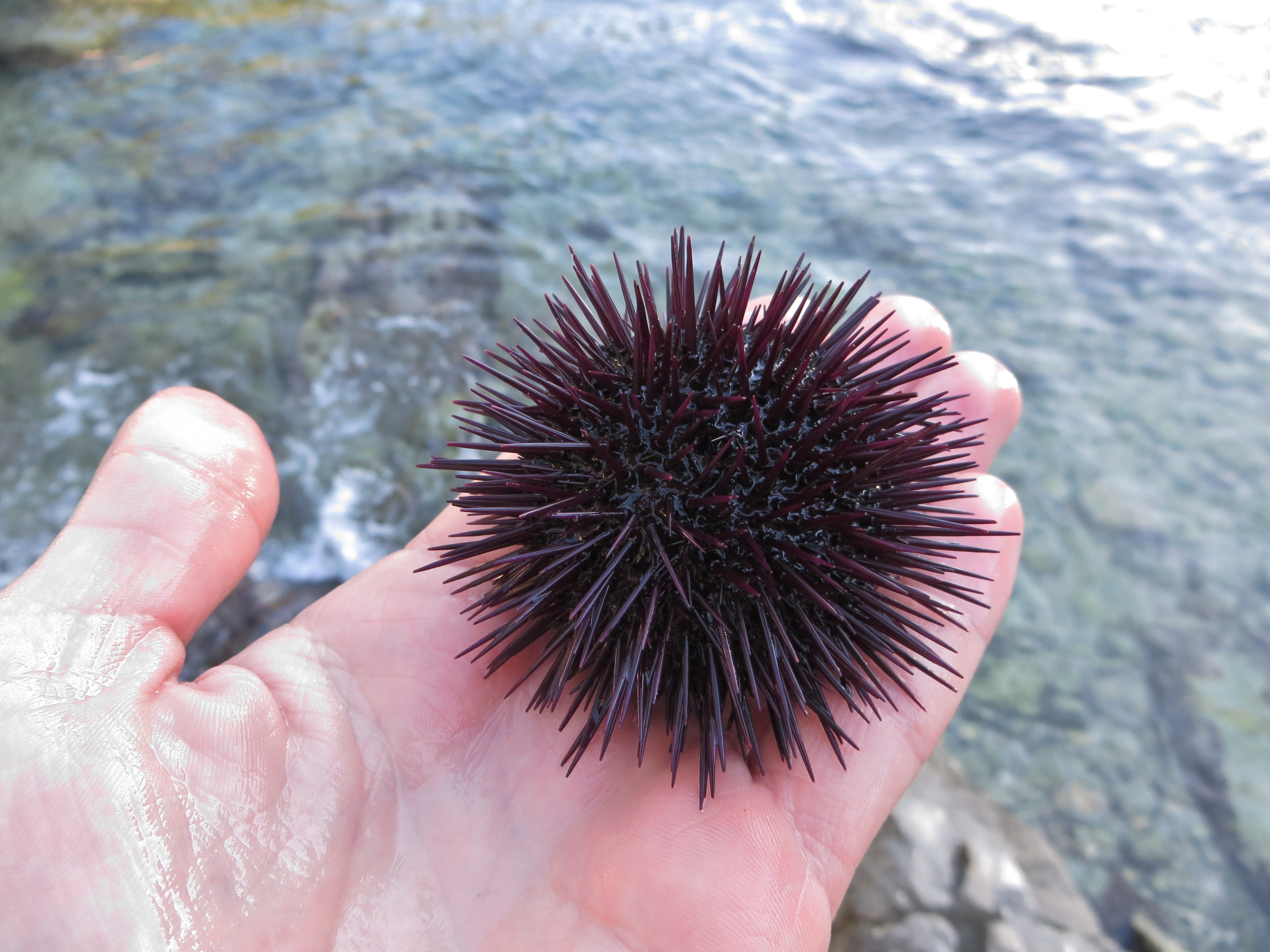
Oursin violet dans les Calanques de Cassis.

Cette espèce est présente principalement en mer Méditerranée, mais aussi dans une plus faible mesure en océan Atlantique Est et jusqu'à la Manche, du Maroc à l'Irlande.
On le trouve surtout sur les fonds rocheux, mais aussi sur divers types de milieux (herbiers de posidonies, parois, structures humaines…) mais rarement sur le sable.
Il vit entre la surface et 30 m de fond, parfois jusqu'à 80 m .
Cet oursin vit souvent caché pendant la journée, dans des anfractuosités, sous des roches, ou en se recouvrant de débris. Là où la roche est tendre, il passe la journée à l'abri dans les logettes qu'il y creuse,.

## L'oursin violet et l'homme

### Consommation réciproque
Les oursins étant occasionnellement omnivores et nécrophages, ils sont susceptibles, comme bien d'autres animaux benthiques, de contribuer à ronger des cadavres d'humains gisant sur le fond de la mer. Mais le cas est très rare (naufrages), et c'est beaucoup plus systématiquement que ce sont les êtres humains qui consomment les oursins. Très apprécié pour ses qualités gustatives, l'appareil reproducteur de cet oursin (appelé « corail » en raison de sa couleur) est comestible et consommé en « oursinade » par l'Homme depuis la préhistoire comme en témoignent les tests brisés dans une large partie du bassin méditerranéen. Il est peu exporté (y compris en France continentale) parce qu'il supporte mal le stockage et les voyages, en comparaison de ses cousins atlantiques.
En raison de la surpêche, il est désormais supplanté presque totalement sur certains segments des côtes françaises par l'« oursin noir » Arbacia lixula, moins intéressant d'un point de vue culinaire.
L'oursin violet est protégé par la loi de 1852 sur l'exercice de la pêche maritime et le décret no 99-1163 du 21 décembre 1999 modifiant le décret no 90-618 du 11 juillet 1990, relatif à la pêche maritime de loisir. La réglementation régule « les personnes et navires professionnels titulaires d'un permis de mise en exploitation et titulaires d'un rôle ; la taille minimale de capture des oursins (fixée à 5 centimètres, sans les piquants) ; les périodes de pêche et les lieux de pêche ». Cette protection est renforcée localement par des arrêtés municipaux ou préfectoraux.

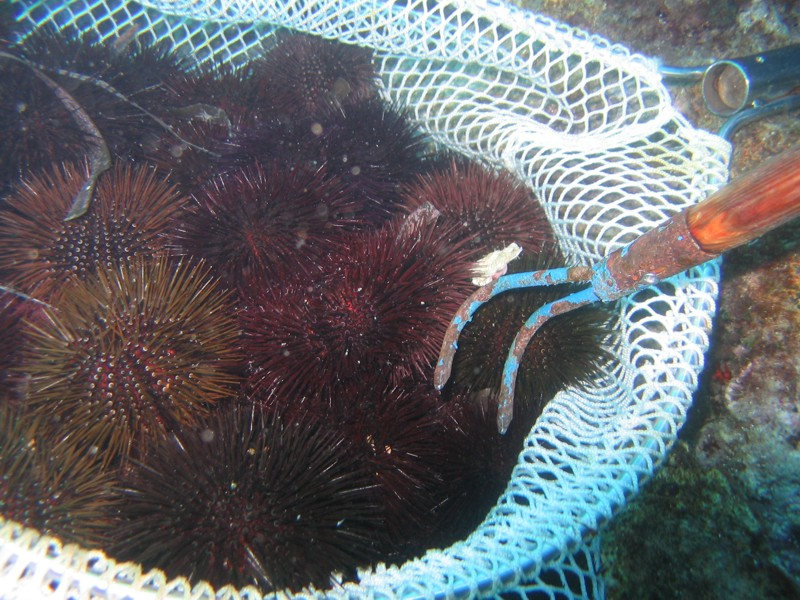
Pêche de Paracentrotus lividus.
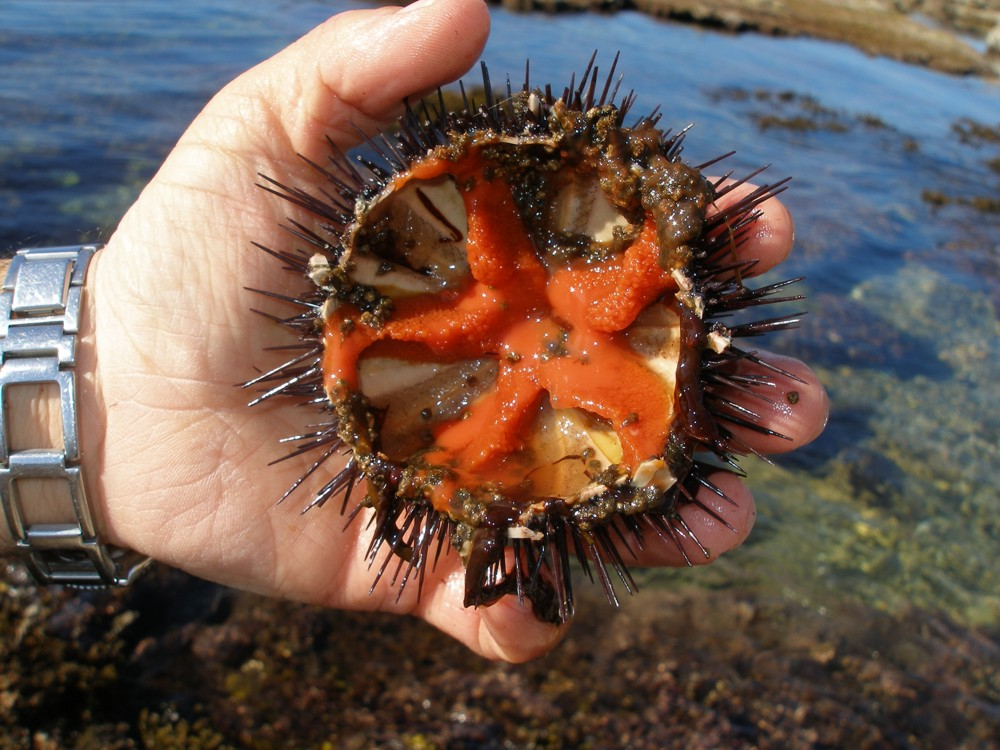
Gonades d'oursin (« corail »), prêtes à être consommées en Sardaigne.

### Piqûre
Comme la plupart les oursins, l'oursin violet peut provoquer de vives douleurs si un baigneur marche dessus par inadvertance : ses épines ont tendance à se casser dans la plaie, ce qui les rend presque impossibles à enlever entièrement. Heureusement, il n'est pas venimeux, et ne présente pas de danger si la plaie est correctement désinfectée : le derme dissout les morceaux de silice en quelques semaines. Il est par ailleurs parfaitement possible de tenir un oursin dans sa main sans se piquer, leur poids ne fournissant pas une pression suffisante pour faire pénétrer les piquants dans la peau.

### En sciences
Cet oursin, de par son abondance à faible profondeur, son importance dans les écosystèmes méditerranéens et son intérêt commercial, est un organisme modèle en biologie, en biologie marine et en écologie, utilisé dans de nombreuses études scientifiques, en particulier sur la chimie des eaux méditerranéennes.

### En aquariophilie
Cet oursin est considéré comme présentant peu d'intérêt en aquariophilie : sa maintenance est relativement complexe, ses mœurs mal adaptées à un aquarium décoratif et son statut d'espèce protégée le rend difficile à se procurer.

### Onomastique
Cet oursin comestible a de multiples surnoms plus ou moins spécifiques : « oursin violet », « oursin comestible », « châtaigne de mer », « hérisson de mer »… Les autres langues ont le plus souvent des métaphores analogues : brown sea-urchin ou rock-urchin en anglais, riccio marino ou riccio viola en italien, erizo de mar comun, castan de mar ou erizo marron en espagnol, ouriço do mar ou castanho en portugais et Steinseeigel en allemand ; une fréquente erreur en fait aussi un « oursin femelle » ou riccio femmina, le prétendu mâle étant en fait l'oursin noir Arbacia lixula : le même type d'erreur qui prend les grenouilles pour les femelles des crapauds, ou les chouettes pour celles des hiboux. 
Son nom scientifique Paracentrotus lividus vient du latin : d'abord de para (= à côté) et centrotus (= piquant), puis de lividus (= clair). Cela fait référence au fait que ses radioles primaires et secondaires ont la même taille et proviennent de tubercules disposés de manière serrée, et que sa couleur n'est jamais noire.

### Dans la culture

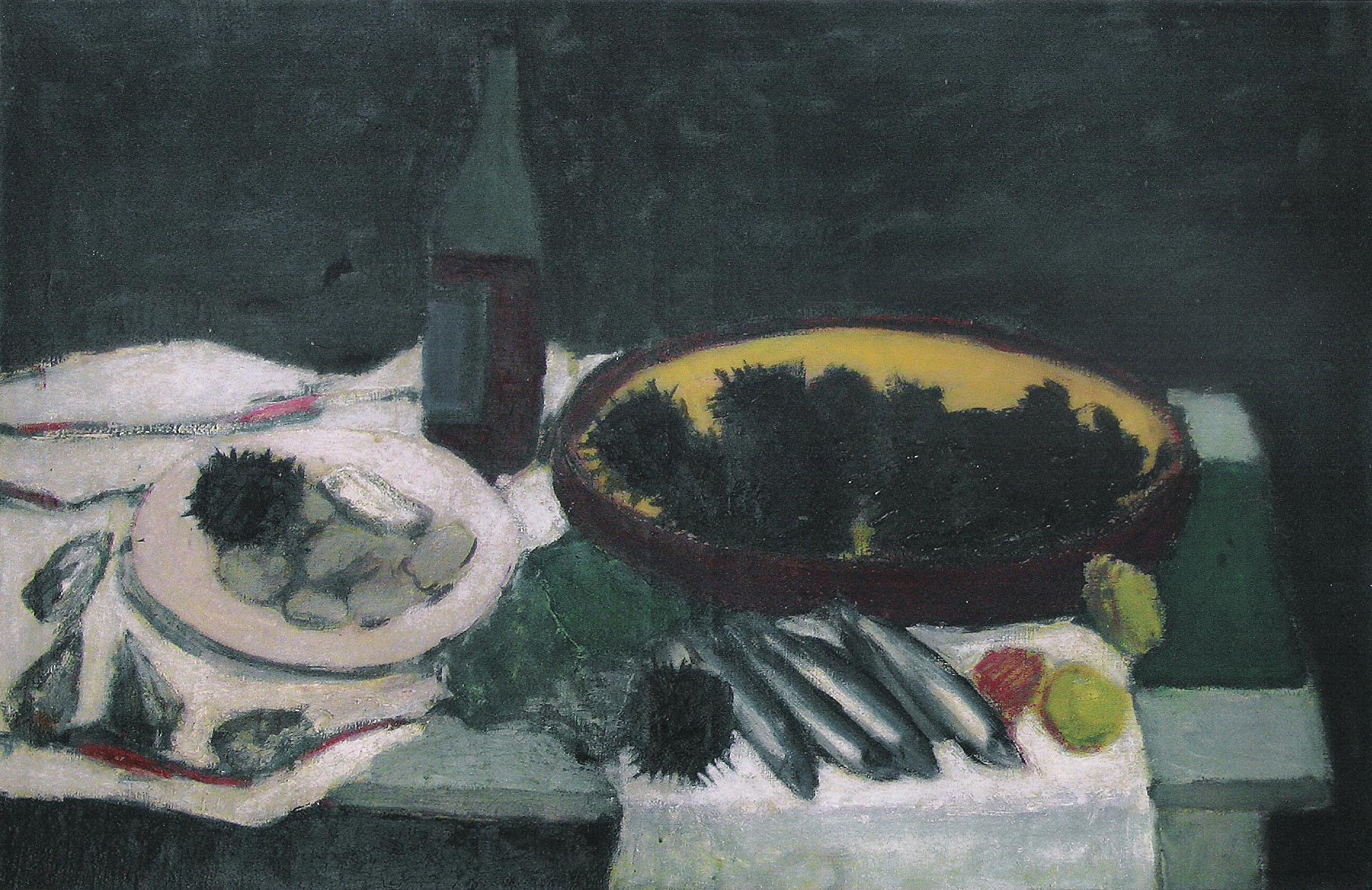
Nature morte aux oursins de Thanassis Stephopoulos.

Le peintre Salvador Dalí a immortalisé les oursinades méditerranéennes dans plusieurs tableaux.
Victor Hugo fournit plusieurs descriptions de l'oursin violet (et de son habitude de creuser des niches) dans son roman de 1866 Les Travailleurs de la Mer : 

« Dans les redans peu battus de l’écume, on reconnaissait les petites tanières forées par l’oursin. Ce hérisson coquillage, qui marche, boule vivante, en roulant sur ses pointes, et dont la cuirasse se compose de plus de dix mille pièces artistement ajustées et soudées, l’oursin, dont la bouche s’appelle, on ne sait pourquoi, lanterne d'Aristote, creuse le granit avec ses cinq dents qui mordent la pierre, et se loge dans le trou. C’est en ces alvéoles que les chercheurs de fruits de mer le trouvent. Ils le coupent en quatre et le mangent cru, comme l’huître. Quelques-uns trempent leur pain dans cette chair molle. De là son nom, œuf de mer. »